# Shuttleworth Collection

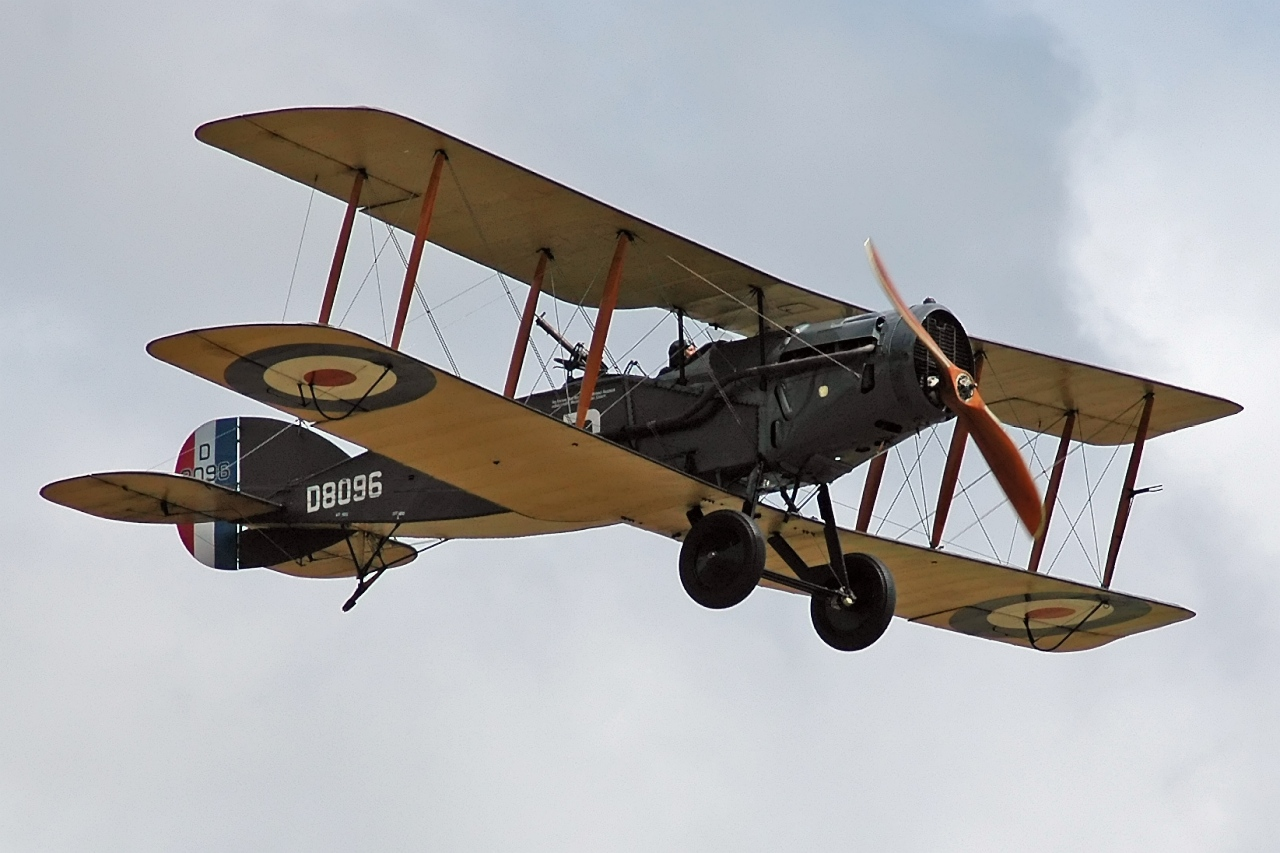
Bristol F2B der Shuttleworth Collection

Die Shuttleworth Collection ist ein Flugzeug- und Automobilmuseum auf dem Flugplatz von Old Warden in Bedfordshire. Die Sammlung genießt wegen der Vielfalt der ausgestellten, sorgfältig restaurierten Flugzeuge weltweit hohes Ansehen. Ein Teil der Flugzeuge wird im flugfähigen Zustand erhalten und bei diversen Veranstaltungen vorgeflogen.

## Geschichte
Die Sammlung wurde 1928 vom britischen Luftfahrtpionier Richard Shuttleworth begründet. Shuttleworth stürzte in der Nacht vom 2. August 1940 mit seiner Fairey Battle ab und kam dabei ums Leben. Seine Mutter gründete 1944 den Richard Ormonde Shuttleworth Remembrance Trust zum „Studium der Wissenschaft und Praxis der Luftfahrt, der Aufforstung und der Landwirtschaft“.

## Sammlung

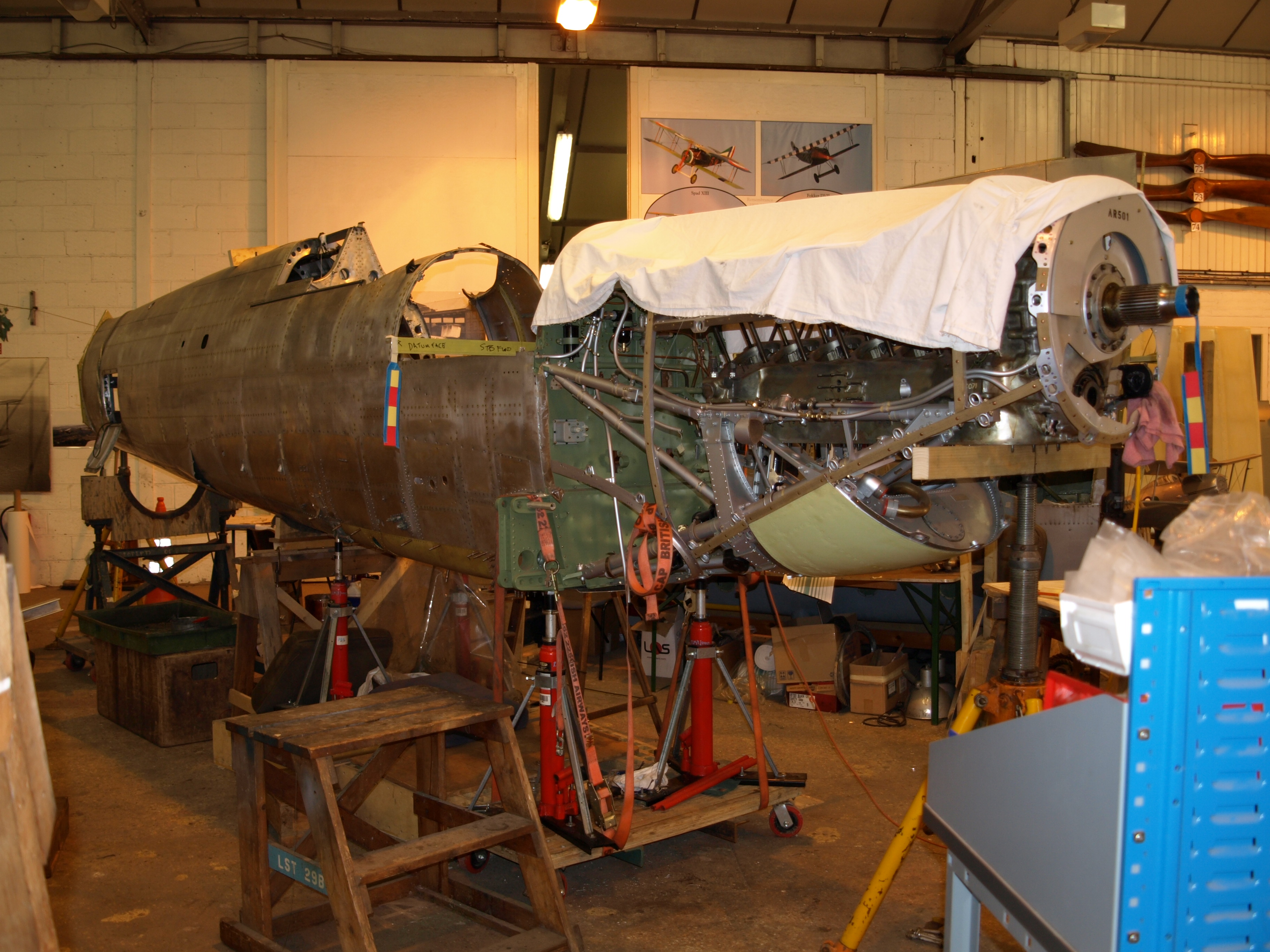
Restaurierung einer Spitfire der Sammlung, September 2008

Die Restaurierung und Wartung der Exponate wird von acht hauptamtlichen Mitarbeitern durchgeführt, die von zahlreichen freiwilligen Helfern unterstützt werden. Die Freiwilligen sind Mitglieder der Shuttleworth Veteran Aeroplane Society (SVAS), die derzeit ungefähr dreitausend Mitglieder hat. Die Unterstützung der Gesellschaft ist entscheidend für den Erhalt der Sammlung und die Restaurierung der Exponate. Die Stiftung bemüht sich, so viele Flugzeuge wie möglich in einem flugfähigen Zustand zu erhalten bzw. diesen wiederherzustellen, was auch der Intention des Gründers der Sammlung entspricht.
Außergewöhnliche Exponate der Sammlung sind die sogenannten Edwardians, Flugzeuge, die während der Regierungszeit des britischen Königs Eduard VII. bzw. kurz danach gebaut wurden. Besonders bemerkenswert ist, dass diese Flugzeuge noch flugfähig sind und regelmäßig – in Abhängigkeit von den Wetterbedingungen – vorgeflogen werden. Das älteste flugfähige Exponat ist eine Blériot XI aus dem Jahr 1909. Dieses Flugzeug besitzt noch seinen originalen Motor. Dieses Flugzeug ist das älteste flugfähige Flugzeug weltweit überhaupt, allerdings ist die Bleriot XI des Old Rhinebeck Aerodrome in den USA nur drei Wochen jünger.
Die Shuttleworth Collection führt bis zu zwölf Flugtage jährlich durch, bei denen jeweils ein Teil der Exponate vorgeflogen wird. Bestandteil ist dabei auch eine abendliche Vorführung. Außerdem finden noch Modellflugtage und einmal jährlich ein spezieller Flugtag für Schüler der in der Region liegenden Schulen statt.
Teil der Sammlung sind auch historische Automobile und Motorräder.

## Flugzeuge der Sammlung
| Typ                                   | Baujahr | Kennzeichen | Bemerkung                                             |
| ------------------------------------- | ------- | ----------- | ----------------------------------------------------- |
| ANEC II                               | 1924    | G-EBJO      |                                                       |
| Avro 504K                             | 1918    | G-ADEV      | Bemalung und Kennzeichen als H5199                    |
| Roe IV Triplane                       | 1964    | G-ARSG      | Nachbau                                               |
| Avro Tutor                            | 1933    | G-AHSA      | Bemalung und Kennzeichen als RAF K3241                |
| Avro Nineteen (Anson)                 | 1946    | G-AHKX      | Eigentümer BAE Systems                                |
| Blackburn Type D                      | 1912    | G-AANI      | ältestes flugfähiges britisches Flugzeug der Sammlung |
| Blériot XI                            | 1909    | G-AANG      | ältestes flugfähiges Exponat der Sammlung             |
| Bristol Boxkite                       | 1964    | G-ASPP      | Nachbau                                               |
| Bristol F.2b Fighter                  | 1918    | G-AEPH      | Bemalung und Kennzeichen als RAF D8096                |
| Bristol M.1C                          | 1981    | G-BWJM      | Nachbau, Bemalung und Kennzeichen als RFC C4918       |
| CASA 1.131E Jungmann                  | 1967    | G-RETA      | Bemalung und Kennzeichen als Luftwaffe GD+EG          |
| Comper Swift                          | 1932    | G-ACTF      |                                                       |
| De Havilland DH.51                    | 1924    | G-EBIR      | Miss Kenya                                            |
| De Havilland DH.53 Humming Bird       | 1923    | G-EBHX      |                                                       |
| De Havilland DH.60 Cirrus Moth        | 1925    | G-EBLV      | Eigentümer BAE Systems                                |
| de Havilland DH.60X Hermes Moth       | 1928    | G-EBWD      |                                                       |
| De Havilland DH.82A Tiger Moth II     | 1942    | G-ANKT      | Bemalung und Kennzeichnung als RAF K2585              |
| De Havilland DH.88 Comet              | 1934    | G-ACSS      | Grosvenor House                                       |
| De Havilland Canada DHC-1 Chipmunk 22 | 1952    | G-BNZC      | Bemalung und Kennzeichnung als RCAF 671               |
| Deperdussin Monoplane                 | 1910    | G-AANH      |                                                       |
| Desoutter Mk.I                        | 1930    | G-AAPZ      |                                                       |
| English Electric Wren                 | 1923    | G-EBNV      |                                                       |
| Gloster Gladiator                     | 1937    | G-AMRK      | Bemalung und Kennzeichnung als RAF K7985              |
| Granger Archaeopteryx                 | 1932    | G-ABXL      | derzeit Restaurierung, nicht ausgestellt              |
| Hawker Hind                           | 1935    | G-AENP      | Bemalung und Kennzeichnung als RAF K5414              |
| Hawker Sea Hurricane IB               | 1939    | G-BKTH      | Bemalung und Kennzeichnung als RN Z7015               |
| Hawker Tomtit                         | 1931    | G-AFTA      | Bemalung und Kennzeichnung als RAF K1786              |
| Messerschmitt Me 163                  |         | 191454      | Mockup des Rumpfes mit Originaltriebwerk              |
| Mignet HM.14 Flying Flea              | 1939    | G-AEBB      |                                                       |
| Miles Magister                        | 1939    | G-AJRS      | Bemalung und Kennzeichnung als RAF P6382              |
| Parnall Elf                           | 1932    | G-AAIN      |                                                       |
| Percival Prentice T1                  | 1949    | G-AOKL      |                                                       |
| Percival Provost T1                   | 1955    | G-KAPW      | Bemalung und Kennzeichnung als RAF XF603              |
| Polikarpow Po-2                       |         | G-BSSY      |                                                       |
| RAF SE.5A                             | 1918    | G-EBIA      | Bemalung und Kennzeichnung als RFC F904               |
| Slingsby Grasshopper TX.1             |         | XA241       |                                                       |
| Sopwith Camel                         | 2001    | G-BZSC      | Nachbau, derzeit Restaurierung, nicht ausgestellt     |
| Sopwith Pup                           | 1920    | G-EBKY      | Bemalung und Kennzeichnung als RFC 9917               |
| Sopwith Triplane                      | 1980    | G-BOCK      | Nachbau; Bemalung und Kennzeichnung als RNAS N6290    |
| Southern Martlet                      | 1930    | G-AAYX      |                                                       |
| Supermarine Spitfire LF.VC            | 1942    | G-AWII      | Painted as RAF AR501                                  |
| Westland Lysander IIIA                | 1942    | G-AZWT      | Bemalung und Kennzeichnung als RAF V9367              |

Als Leihgaben privater Eigner befinden sich folgende Flugzeuge in der Sammlung:
- Druine Turbi
- Fauvel AV.36 (Segelflugzeug)
- Luscombe Silvaire
- Miles Falcon
- Miles Magister I
- Ryan PT-22
- Westland Wallace (Nachbau des Rumpfes)
- De Havilland DH89A Rapide Bemalung und Kennzeichnung als G-AGSH British European Airways

## Kraftfahrzeuge der Sammlung
- 1898 Panhard & Levassor
- 1899 Mors Petit Duc
- 1899 Benz
- 1900 Marot-Gardon
- 1901 Locomobile Dampfwagen
- 1901 Arrol-Johnston
- 1902 Peugeot Baby
- 1903 Richard-Brasier
- 1903 De Dietrich Type SM
- 1912 Crossley 15
- 1912 Wolseley MS
- 1913 Morris Oxford
- 1920 Hucks starter
- 1926 Jowett Short-chassis tourer
- 1931 Austin 16hp „Burnham“
- 1935 Austin Seven
- 1937 Railton
- 1937 Fiat Topolino
- 1937 MG TA
- 1939 Hillman Minx RAF Staff Car
- 1943 Fordson WOT 2H
- 1900 Singer Motorrad
- 1904 Aurora Motorrad

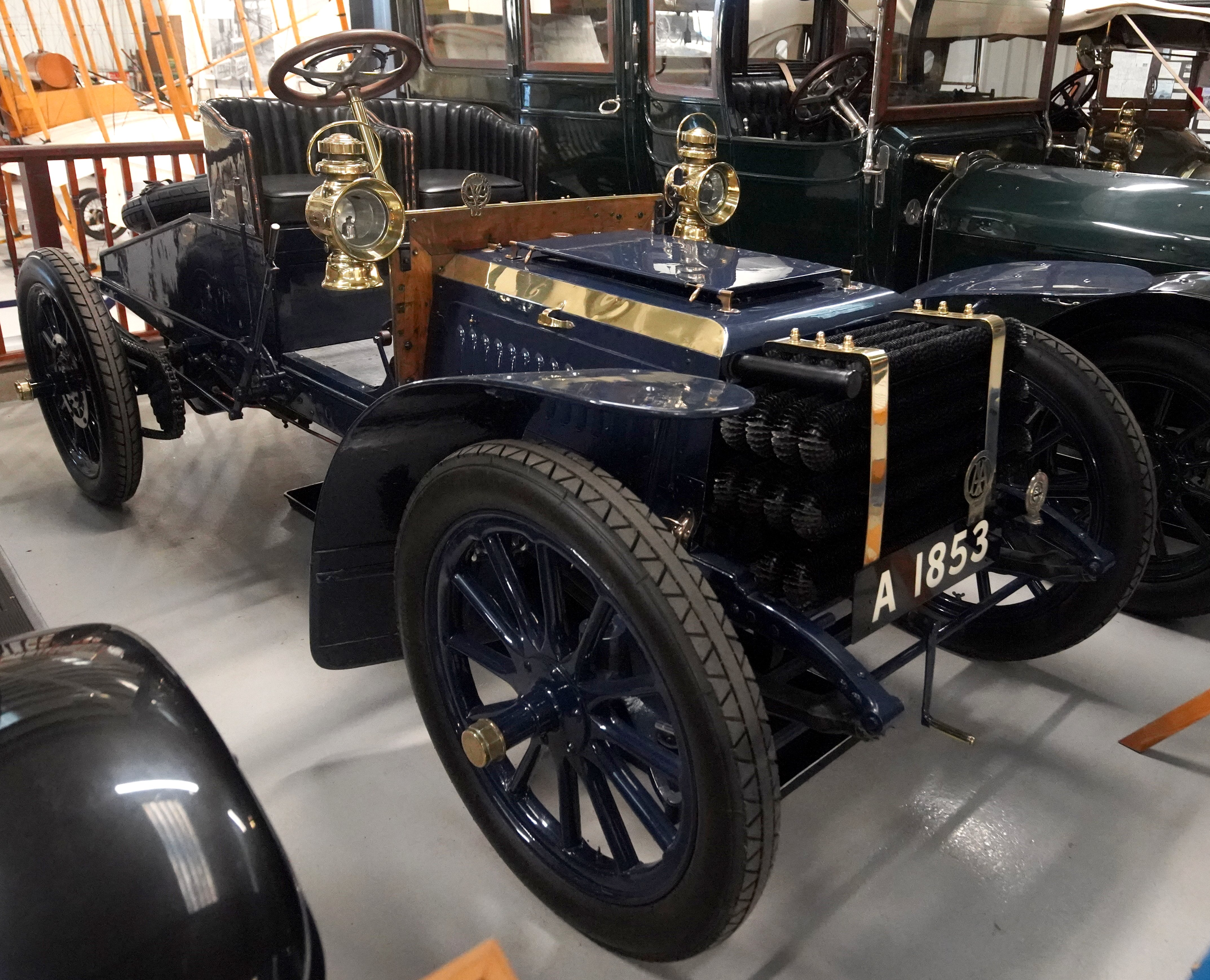
De Dietrich Type SM von 1903

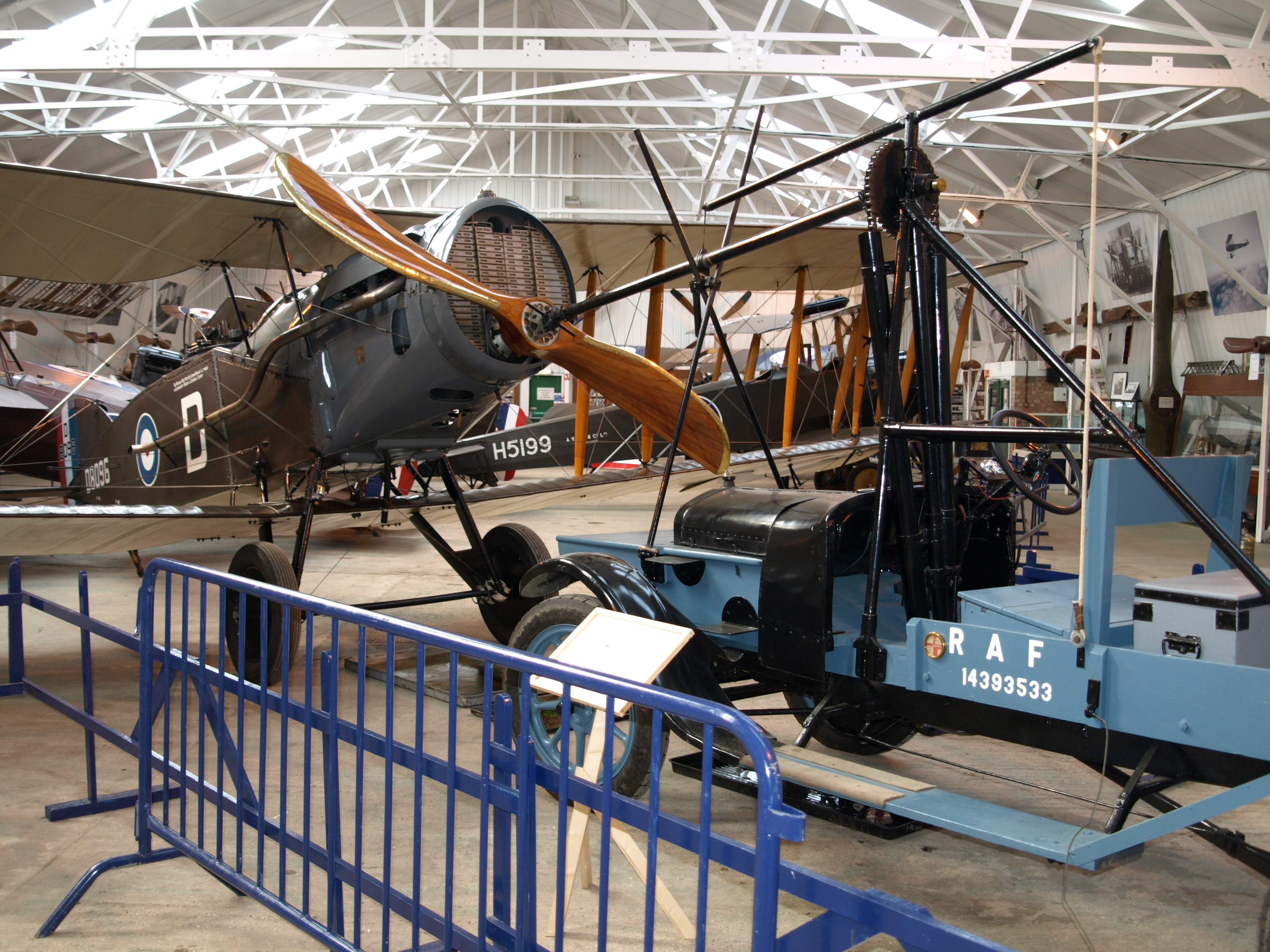
Hucks starter von 1920

- 1921 Scott Squirrel Combi (Motorrad)
- 1923 Triumph SD Motorrad
- 1927 Raleigh 14 (Motorrad)
- 1929 Ariel Motorrad
- 1938 Rudge Motorrad
- 1940 BSA M20 Motorrad
- 1950 Philips Cyclemaster
- 1952 Brockhouse Corgi Scooter
- 1955 BSA A7 Motorrad
- 1955 New Hudson Motorrad
- 1960 Norton ES2 Motorrad

Außerdem befinden sich noch einige Traktoren in der Sammlung.